# Сливњик
Сливњик (слч. Slivník) насељено је мјесто са административним статусом сеоске општине (слч. obec) у округу Требишов, у Кошичком крају, Словачка Република.

## Становништво
| Година:    | 1994. | 2004. | 2014.   | 2024.   |
| ---------- | ----- | ----- | ------- | ------- |
| Број људи: | 800   | 784   | 772     | 760     |
| Разлика:   |       | -2 %  | -1,53 % | -1,55 % |

| Година:    | 2023. | 2024.   |
| ---------- | ----- | ------- |
| Број људи: | 755   | 760     |
| Разлика:   |       | +0,66 % |

Према подацима о броју становника из 2011. године насеље је имало 799 становника.